# Hellmut Bachrach-Barée
Hellmut (Helmuth) Bachrach-Barée (* 25. August 1898 in München; † 14. April 1964 ebenda) war ein deutscher Porträt-, Tier- und Landschaftsmaler.

## Leben
Er war Sohn des Malers Emanuel Bachrach-Barée (1863 – 1943) und von Rosa Hellmut. Als Schüler von Angelo Jank und Heinrich von Zügel übernahm er deren neoimpressionistische Malweise. Lediglich in seinen frühen Arbeiten lässt sich noch die feinere Pinseltechnik seines Vaters erkennen. Er verband seine Tierdarstellungen mit denen arbeitender Menschen vor erkennbarem landschaftlichen Hintergrund. Er entwickelte später einen eigenen, malerisch-koloristischen Stil, nicht selten in farblich-herbstlicher Stimmung.
1923 stellte er im Münchner Glaspalast aus. Trotz der bodenständigen Thematik seiner Werke wurde ihm 1933 vom NS-Staat die „Eignung an der Förderung deutscher Kultur“ abgesprochen und ihm 1936 Arbeitsverbot erteilt. Im November 1944 wurde er in das Außenlager des KZ Buchenwald in Staßfurt bei Dessau eingeliefert, im April 1945 nahm er am Todesmarsch der Buchenwalder Häftlinge in Richtung Dachau teil; eine seiner während des Marsches entstandenen Zeichnungen (Men from KZ Dachau, April 1945) befindet sich in der Gedenkstätte Yad Vashem. 1946 stellte er seine Werke in der Galerie Baudenbach in München aus.